# Lista Niemców w polskiej lidze żużlowej
Zawodnicy z Niemiec w lidze żużlowej w Polsce
Uwaga! Niektórzy z zawodników mimo podpisanych umów nie wystąpili w żadnym oficjalnym meczu ligowym swoich drużyn.
(nazwiska w kolejności alfabetycznej)
| Nazwisko                       | Klub                                                       | Rok       |
| ------------------------------ | ---------------------------------------------------------- | --------- |
| Robert Barth, ur. 1968         | Wybrzeże Gdańsk                                            | 1999      |
| Robert Barth, ur. 1968         | ZKŻ Zielona Góra                                           | 2000      |
|                                |                                                            |           |
| Mathias Bartz, ur. 1985        | Speedway Polonia Piła                                      | 2009-2010 |
|                                |                                                            |           |
| Tobias Busch, ur. 1988         | Start Gniezno                                              | 2006      |
| Tobias Busch, ur. 1988         | Orzeł Łódź                                                 | 2007      |
| Tobias Busch, ur. 1988         | Unia Tarnów                                                | 2008-2010 |
|                                |                                                            |           |
| René Deddens, ur. 1992         | Speedway Polonia Piła                                      | 2010      |
|                                |                                                            |           |
| Michael Diener                 | Kolejarz Rawicz                                            | 2010      |
|                                |                                                            |           |
| Max Dilger, ur. 1989           | Speedway Miszkolc                                          | 2006      |
| Max Dilger, ur. 1989           | Orzeł Łódź                                                 | 2007-2008 |
| Max Dilger, ur. 1989           | Kolejarz Opole                                             | 2009-2010 |
|                                |                                                            |           |
| Tommy Dunker, ur. 1969         | Kolejarz Opole                                             | 1991      |
|                                |                                                            |           |
| Frank Facher, ur. 1989         | KM Ostrów                                                  | 2009      |
| Frank Facher, ur. 1989         | PSŻ Poznań                                                 | 2010      |
|                                |                                                            |           |
| Roberto Haupt, ur. 1977        | Polonia Piła                                               | 2006      |
| Roberto Haupt, ur. 1977        | Start Gniezno                                              | 2008      |
| Roberto Haupt, ur. 1977        | Speedway Polonia Piła                                      | 2009-2010 |
|                                |                                                            |           |
| Christian Hefenbrock, ur. 1985 | Speedway Center Dyneburg                                   | 2005      |
| Christian Hefenbrock, ur. 1985 | Włókniarz Częstochowa                                      | 2006      |
| Christian Hefenbrock, ur. 1985 | GTŻ Grudziądz (wypożyczony z Włókniarza Częstochowa)       | 2007      |
| Christian Hefenbrock, ur. 1985 | Polonia Bydgoszcz (wypożyczony z Włókniarza Częstochowa)   | 2008      |
| Christian Hefenbrock, ur. 1985 | SK Lokomotīve Dyneburg                                     | 2009      |
| Christian Hefenbrock, ur. 1985 | Włókniarz Częstochowa                                      | 2010      |
|                                |                                                            |           |
| Stephan Katt, ur. 1979         | Orzeł Łódź                                                 | 2006-2008 |
| Stephan Katt, ur. 1979         | Kolejarz Opole                                             | 2009      |
|                                |                                                            |           |
| Robert Kessler, ur. 1973       | Falubaz Zielona Góra                                       | 1990      |
| Robert Kessler, ur. 1973       | Śląsk Świętochłowice                                       | 1993-1994 |
| Robert Kessler, ur. 1973       | Polonia Piła                                               | 1998      |
| Robert Kessler, ur. 1973       | ŁTŻ Łódź                                                   | 1999      |
| Robert Kessler, ur. 1973       | ZKŻ Zielona Góra                                           | 2005-2006 |
|                                |                                                            |           |
| Matthias Kröger, ur. 1969      | Orzeł Łódź                                                 | 2006-2008 |
|                                |                                                            |           |
| Tobias Kröner, ur. 1985        | Orzeł Łódź                                                 | 2007      |
| Tobias Kröner, ur. 1985        | Wybrzeże Gdańsk                                            | 2008-2010 |
|                                |                                                            |           |
| Joachim Kugelmann, ur. 1971    | Speedway Miszkolc                                          | 2007      |
|                                |                                                            |           |
| Klaus Lausch, ur. 1965         | Stal Gorzów Wielkopolski                                   | 1991      |
|                                |                                                            |           |
| Steffen Mell, ur. 1978         | Speedway Polonia Piła                                      | 2009      |
|                                |                                                            |           |
| Sönke Petersen, ur. 1989       | Wybrzeże Gdańsk                                            | 2009      |
|                                |                                                            |           |
| Erik Pudel, ur. 1990           | Stal Gorzów Wielkopolski                                   | 2007      |
| Erik Pudel, ur. 1990           | Kolejarz Rawicz (wypożyczony ze Stali Gorzów Wielkopolski) | 2008-2010 |
|                                |                                                            |           |
| Gerd Riss, ur. 1965            | Polonia Bydgoszcz                                          | 1999      |
|                                |                                                            |           |
| Rene Schäfer, ur. 1984         | PSŻ Poznań                                                 | 2006      |
|                                |                                                            |           |
| Matthias Schultz, ur. 1984     | Kolejarz Rawicz                                            | 2006-2007 |
| Matthias Schultz, ur. 1984     | Orzeł Łódź                                                 | 2008-2009 |
|                                |                                                            |           |
| Martin Smolinski, ur. 1984     | RKM Rybnik                                                 | 2006-2007 |
| Martin Smolinski, ur. 1984     | GTŻ Grudziądz                                              | 2008      |
|                                |                                                            |           |
| Thomas Stange, ur. 1985        | Kolejarz Opole                                             | 2006      |
| Thomas Stange, ur. 1985        | GTŻ Grudziądz                                              | 2007-2008 |
|                                |                                                            |           |
| Jörg Tebbe                     | Start Gniezno                                              | 2008      |
|                                |                                                            |           |
| Rony Weis, ur. 1978            | Kolejarz Rawicz                                            | 2006      |
| Rony Weis, ur. 1978            | Speedway Miszkolc                                          | 2007      |
|                                |                                                            |           |
| Kevin Wölbert, ur. 1989        | ZKŻ Zielona Góra                                           | 2006-2007 |
| Kevin Wölbert, ur. 1989        | Start Gniezno                                              | 2008      |
| Kevin Wölbert, ur. 1989        | GTŻ Grudziądz                                              | 2009-2010 |